# Pont d'Angostura
Pour les articles homonymes, voir Angostura.
Le pont d'Angostura (puente de Angostura, en espagnol) est un pont suspendu à vocation routière situé au Venezuela. Reliant les deux États d'Anzoátegui par la municipalité de Soledad et de Bolívar et sa capitale Ciudad Bolívar, le pont enjambe le fleuve Orénoque et mesure 1 678,5 mètres de longueur.